# Horst-Dieter Tietz
Horst-Dieter Tietz (* 26. Februar 1937 in Magdeburg) ist ein deutscher Ingenieurwissenschaftler, emeritierter Professor und früherer Rektor der FH Zwickau.

## Leben
Tietz studierte Werkstoffkunde und Werkstoffprüfung, promovierte 1965 und habilitierte 1970. Von 1965 bis 1971 leitete er die Materialprüfanstalt eines Schwermaschinenbaubetriebes. 1971 wurde er Professor an der Ingenieurhochschule Zwickau. Von 1989 bis 1992 leitete er den Bereich für Werkstoffe und Qualitätssicherung an der TH Zwickau. Im Jahr 1991 wurde er vom Sächsischen Staatsministerium für Wissenschaft und Kunst als Rektor berufen, war ab 1992 Gründungsrektor und ab 1996 gewählter Rektor der FH Zwickau. Am 26. Januar 2000 gab er dieses Amt an den neugewählten Rektor Karl-Friedrich Fischer ab. Im Jahr 2005 wurde ihm für sein Schaffen rund um die Hochschule Zwickau das Bundesverdienstkreuz verliehen.
Horst-Dieter Tietz gilt als international anerkannter Fachmann auf dem Gebiet der Werkstofftechnik und zerstörungsfreien Prüfung.

## Auszeichnungen
- 2005: Bundesverdienstkreuz (1. Klasse)